# Rio Hăghimaş
O Rio Hăghimaş é um rio da Romênia, afluente do Bicaz, localizado no distrito de Harghita.